# Пьевепелаго
Пьевепе́лаго (итал. Pievepelago, эмил.-ром. Pivpélegh) — коммуна в Италии, в регионе Эмилия-Романья, подчиняется административному центру Модена. Высшими точками на территории населённого пункта являются горы Монте-Джово (1991 м) и Монте-Рондинайо (1964 м).
Население составляет 2115 человек, плотность населения — 28 чел./км². Занимает площадь 76 км². Почтовый индекс — 41027. Телефонный код — 0536.
В коммуне 15 августа особо празднуется Успение Пресвятой Богородицы. Также в последнее воскресение августа и в первое воскресение сентября в коммуне поминается святой Фёдор.